# Apobletes externestriatus
Apobletes externestriatus är en skalbaggsart som beskrevs av Desbordes 1919. Apobletes externestriatus ingår i släktet Apobletes och familjen stumpbaggar. Inga underarter finns listade i Catalogue of Life.